# Finding Amanda
Finding Amanda is een film uit 2008 onder regie van Deb Hagan.

## Verhaal
Taylor Peters is een middelbare man die werkzaam is als schrijver en producent van verscheidene televisieseries. Hoewel hij een gok-, drank- en drugsverslaving heeft, denkt hij zijn leven wel onder controle te hebben. Wanneer zijn vrouw lucht krijgt van zijn verslavingen, verlaat ze hem. Taylor kan echter niet zonder haar leven en doet er alles aan haar te imponeren. Hij gaat zelfs zover dat hij naar Las Vegas gaat om zijn nicht Amanda, die een prostituee met een gokverslaving is, weer op het rechte pad te krijgen.

## Rolverdeling
- Matthew Broderick - Taylor Peters
- Brittany Snow - Amanda
- Maura Tierney - Lorraine Mendon
- Peter Facinelli - Greg
- Steve Coogan - Casinobaas